# Tiroteo del oeste de Texas de 2019
El tiroteo del oeste de Texas de 2019 fue un suceso ocurrido el 31 de agosto de 2019 en donde varias personas fueron asesinadas en las ciudades de Odessa y Midland, ambas en Texas, Estados Unidos. La policía de Odessa anunció cinco muertos y 21 heridos (incluidos tres policías), y describió al tirador como un hombre blanco de unos 30 años, a quien dispararon y mataron. Se dispararon en centros comerciales en Odessa y en el cine Cinergy en Midland.

## Tiroteo
El tiroteo comenzó a las 3:17 p. m. CST durante una parada de tráfico en la Interestatal 20, donde le dispararon a un policía estatal de Texas que intentaba detener un Honda. El sospechoso continuó hacia Odessa, Texas, y disparó a otro en la carretera interestatal. En Odessa, el hombre armado abandonó el vehículo Honda y secuestró un camión del Servicio Postal de los Estados Unidos y continuó disparando a la gente antes de ser arrinconado en un estacionamiento del cine Cinergy.

## Víctimas
Tres policías resultaron heridos: un policía del estado de Texas, un oficial de policía de Midland y un oficial de policía de Odessa. La víctima más joven es un niño herido de 17 meses.

## Después
La Universidad de Texas de la cuenca del Pérmico fue colocada bajo llave debido a su proximidad al tiroteo. Múltiples políticos emitieron declaraciones sobre el tiroteo, incluido el presidente de los Estados Unidos, Donald Trump, el gobernador de Texas Greg Abbott y el fiscal general de Texas Ken Paxton.